# Astra Mod.800
Le pistolet Astra modèle 800 Condor est le successeur de l'Astra Mod.600. Produit par Astra Unceta y Cia, il diffère du précédent par
la présence d'un chien externe et d'un verrou de chargeur latéral. Peu connu en France, il apparait néanmoins dans un polar de Kââ.